# Northwest Piscataquis
Northwest Piscataquis es un territorio no organizado ubicado en el condado de Piscataquis en el estado estadounidense de Maine. En el Censo de 2010 tenía una población de 147 habitantes y una densidad poblacional de 0,03 personas por km².

## Geografía
Northwest Piscataquis se encuentra ubicado en las coordenadas 46°3′59″N 69°29′30″O / 46.06639, -69.49167. Según la Oficina del Censo de los Estados Unidos, Northwest Piscataquis tiene una superficie total de 4229.26 km², de la cual 3555.13 km² corresponden a tierra firme y (15.94%) 674.11 km² es agua.

## Demografía
Según el censo de 2010, había 147 personas residiendo en Northwest Piscataquis. La densidad de población era de 0,03 hab./km². De los 147 habitantes, Northwest Piscataquis estaba compuesto por el 95.92% blancos, el 0% eran afroamericanos, el 0% eran amerindios, el 0.68% eran asiáticos, el 0% eran isleños del Pacífico, el 0% eran de otras razas y el 3.4% pertenecían a dos o más razas. Del total de la población el 0% eran hispanos o latinos de cualquier raza.